# Grand Prix de Cannes
Grand Prix de Cannes, kort GP de Cannes, var ett franskt endagslopp i landsvägscykling för professionella som avhölls från 1926 till 1991 i departementet Alpes-Maritimes och hade start och mål i Cannes.

## Podieplaceringar
| År         | Vinnare                  | Tvåa                      | Trea                      |
| ---------- | ------------------------ | ------------------------- | ------------------------- |
| 1926       | François Urago           | Sébastien Piccardo        | Paulin Lanteri            |
| 1927       | Louis Gras               | Embarek Fliffel           | François Menta            |
| 1928       | Giuseppe Rivella         | Louis Gras                | Giuseppe Enrici           |
| 1929       | Yves Le Goff             | Felice Gremo              | Antoine Mugnaoni          |
| 1930       | Gaspard Rinaldi          | Jean Maréchal             | René Brossy               |
| 1931       | Louis Gras               | Adrien Butafocchi         | Louis Minardi             |
| 1932       | René Vietto              | Luigi Barral              | Pierre Pastorelli         |
| 1933       | René Vietto              | Fernand Cornez            | Clément Bistagne          |
| 1934       | Fernand Cornez           | Louis Aimar               | Roger Cottyn              |
| 1935       | Antonio Zanella          | Léo Amberg                | Antoine Arnaldi           |
| 1936       | Alfred Weck              | Adrien Butafocchi         | Raymond Louviot           |
| 1937       | Giuseppe Martano         | Lucien Lauk               | Luigi Barral              |
| 1938       | Lucien Lauk              | Elia Frosio               | André Deforge             |
| 1939       | Karl Litschi             | André Deforge             | Giuseppe Martino          |
| 1940       | ej avhållet              | ej avhållet               | ej avhållet               |
| 1941       | Bruno Carini             | René Vietto               | Fermo Camellini           |
| 1942       | Gino Proietti            | Victor Pernac             | Dante Gianello            |
| 1943– 1945 | ej avhållet              | ej avhållet               | ej avhållet               |
| 1946       | Paul Néri                | Joseph Soffietti          | Pierre Baratin            |
| 1947       | Raymond Guégan           | Joseph Soffietti          | Lucien Lauk               |
| 1948       | René Vietto              | Paul Néri                 | Édouard Fachleitner       |
| 1949       | Antonin Canavese         | Édouard Fachleitner       | Jesus Moujica             |
| 1950       | Édouard Fachleitner      | Nello Lauredi             | Antoine Giauna            |
| 1951       | Lucien Teisseire         | Fernando Moreira          | Raoul Rémy                |
| 1952       | Louison Bobet            | Pierre Molinéris          | Adolphe Pezzuli           |
| 1953       | Pierre Baratin           | Angelo Conterno           | Émile Rol                 |
| 1954       | Gilbert Bauvin           | Jean Leullier             | Alex Close                |
| 1955       | Jean Forestier           | Raoul Rémy                | René Privat               |
| 1956       | Joseph Mirando           | Yvon Ramella              | Vincent Vitetta           |
| 1957       | Antonin Rolland          | Tino Sabbadini            | Joseph Mirando            |
| 1958       | Tino Sabbadini           | Gilbert Bauvin            | Joseph Mirando            |
| 1959       | Francis Anastasi         | Claude Mattio             | Emmanuel Busto            |
| 1960       | Jean Bonifassi           | Albert Bouvet             | Claude Mattio             |
| 1961       | Nino Defilippis          | Claude Valdois            | Raymond Poulidor          |
| 1962       | Rudi Altig               | François Le Her           | Fernand Picot             |
| 1963       | François Mahé            | Raymond Poulidor          | Ian Moore                 |
| 1964       | Raymond Poulidor         | Winfried Bölke            | Jean Dupont               |
| 1965       | Michele Dancelli         | Jean-Claude Wuillemin     | Jean Jourden              |
| 1966       | Flavio Vicentini         | Carmine Preziosi          | Gilbert Bellone           |
| 1967       | Jean-Paul Paris          | Charly Grosskost          | Maurice Izier             |
| 1968       | Jacques Cadiou           | Claude Guyot              | Jean-Louis Bodin          |
| 1969       | Gilbert Bellone          | Arie den Hartog           | José Catieau              |
| 1970       | Paul Gutty               | Gilbert Bellone           | Désiré Letort             |
| 1971       | Frans Verbeeck           | Derek Harrison            | Michel Perin              |
| 1972       | Roberto Poggiali         | Michel Perin              | Giuseppe Berletto         |
| 1973       | Tino Tabak               | Leif Mortensen            | Claude Tollet             |
| 1974       | Franco Bitossi           | Frans Verbeeck            | Tino Tabak                |
| 1975       | Jean-Pierre Danguillaume | Fedor den Hertog          | Maurice Le Guilloux       |
| 1976       | Georges Talbourdet       | Sylvain Vasseur           | Jean-Luc Molinéris        |
| 1977       | ej avhållet              | ej avhållet               | ej avhållet               |
| 1978       | Wilfried Wesemael        | Sven-Åke Nilsson          | Yvon Bertin               |
| 1979       | Sean Kelly               | Walter Planckaert         | Henk Lubberding           |
| 1980       | Jan Raas                 | Rik Van Linden            | Pierre-Raymond Villemiane |
| 1981       | Kim Andersen             | Pierre-Raymond Villemiane | Stephen Roche             |
| 1982       | Laurent Fignon           | Patrick Stephan           | Hubert Seiz               |
| 1983       | Gilbert Glaus            | Jean-Marie Grezet         | Patrick Moerlen           |
| 1984       | Yvon Madiot              | Pierre Bazzo              | Laurent Biondi            |
| 1985       | Adri van der Poel        | Frédéric Vichot           | Allan Peiper              |
| 1986       | Gilbert Glaus            | Charly Bérard             | Jérôme Simon              |
| 1987       | Sean Yates               | Frédéric Vichot           | Gilbert Glaus             |
| 1988       | Jérôme Simon             | Andreas Kappes            | Bruno Wojtinek            |
| 1989       | Roland Le Clerc          | Luc Leblanc               | Régis Simon               |
| 1990       | Gérard Rué               | Udo Bölts                 | Frank Van Den Abeele      |
| 1991       | Yvon Madiot              | Harry Lodge               | Laurent Jalabert          |